# Óriáshód
Az óriáshód (Castoroides ohioensis) a legnagyobb ismert rágcsáló Észak-Amerikában. A pleisztocén során élt. Maradványait először Ohio államban találták meg, a fajt S. R. Hildreth írta le 1837-ben.
A Castoroides nem típusfaja.

## Tudnivalók
Hatalmas állat volt, kb. két-háromszorosa a mai hódoknak: hossza kb. 1,9–2,2 méter, a tömege pedig 90–125 kg (a mai hódok kb. 1 méter hosszúak és mindössze 30 kg tömegűek). A pleisztocén kori Észak-Amerikában előfordultak az Egyesült Államokbeli Florida államtól a kanadai Yukon tartományig (sőt, az Északi sarkkörön valamivel túl is megtalálták maradványait egy interglaciálisból), ill. kelet-nyugati irányban New York államtól Nebraska államig.
Testfelépítésük sokban hasonlított a mai hódokéra, néhány eltéréssel:
- hatalmas, 15 cm hosszt elérő, hosszanti irányban bordázott metszőfogak (a mai hódok fogai simák);
- 65 cm hosszú farka valamivel keskenyebb volt a testméreteihez képest, mint a mai hódoknak;
- hátsó lábai viszonylag rövidek voltak, így testtömegét is figyelembe véve elég nehézkesen mozoghatott a szárazföldön.

Életmódjuk is sokban hasonlított a mai hódokéhoz: kedvelték a lassú vízfolyásokat, a mocsarakkal körülvett tavakat, valamint a csatornákkal összekötött tórendszereket, ahol a mai hódokhoz hasonlóan várakat építettek. Maradványaikat is egykori mocsarakban, tavakban találták.
Az óriáshód az utolsó jégkorszak végével halt ki, mintegy 10 000 évvel ezelőtt: vagyis nem sokkal a mai amerikai indiánok őseinek megérkezését követően. Ezért erős a gyanú, hogy az első indiánok túlzott vadászatának eshetett áldozatul, azonban nincs bizonyíték arra nézve, hogy így történt volna; de jó minőségű bundája lehetett. Kihalását okozhatta az is, hogy a pleisztocént követő gyors felmelegedés miatt élőhelyei drasztikusan összezsugorodtak.